# Quintus Raecius Rufus

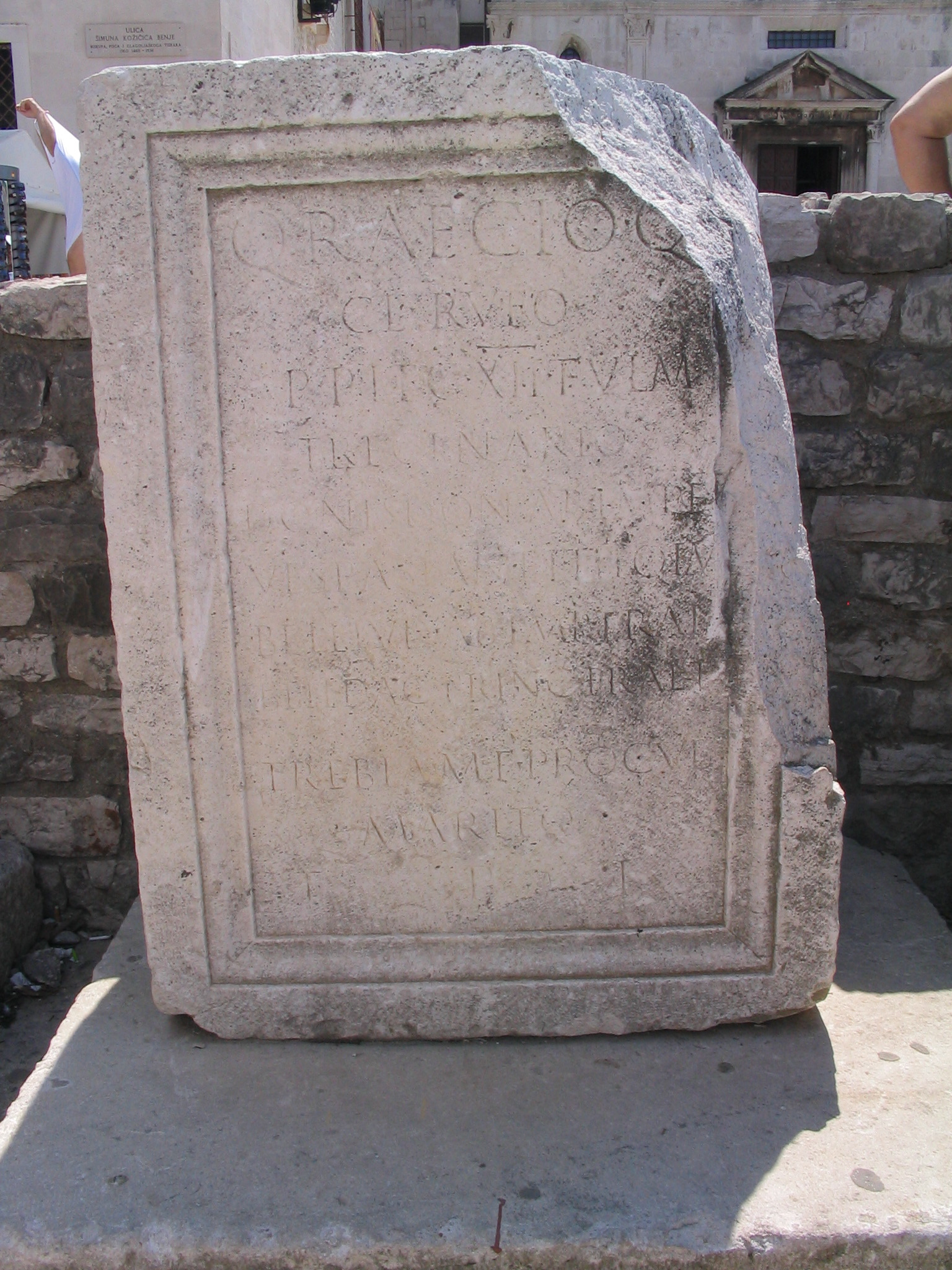
Der Grabstein mit der Inschrift

Quintus Raecius Rufus (vollständige Namensform Quintus Raecius Quinti filius Claudia Rufus) war ein im 1. und 2. Jahrhundert n. Chr. lebender Angehöriger der römischen Armee. Durch eine Inschrift, die in Iader gefunden wurde und die bei der EDCS auf 102/130 datiert wird, ist seine militärische Laufbahn bekannt.
Durch die Inschrift sind drei militärische Positionen belegt, die Rufus im Laufe seines Lebens erreichte: Princeps praetorii, Trecenarius und Primus Pilus in der Legio XII Fulminata.
Darüber hinaus geht aus der Inschrift hervor, dass Rufus in zwei Kriegen militärische Auszeichnungen erhielt: das erste Mal im Jüdischen Krieg durch Vespasian und Titus und das zweite Mal in einem der beiden Dakerkriege durch Trajan (donis donato [...] bello Iudaico [...] bello Dacico). Seine militärische Laufbahn erstreckte sich daher über einen Zeitraum von mindestens 30 Jahren.
Rufus war in der Tribus Claudia eingeschrieben. Der Grabstein wurde durch seine Ehefrau Trebia Procula, einer Tochter von Marcus Trebius Proculus, errichtet. Bei Gaius Raecius Rufus, der durch eine Inschrift für 173 als Senator belegt ist, dürfte es sich um einen Nachfahren, möglicherweise einen Enkel, handeln.